# Parafia św. Mikołaja Biskupa w Wierzchach
Parafia Świętego Mikołaja Biskupa w Wierzchach – parafia rzymskokatolicka, znajdująca się w diecezji włocławskiej, w dekanacie szadkowskim. 